# Bratz
Bratz sunt o serie de păpuși produse de MGA Entertainment. Păpușile au un cap mare și ochi foarte mari, buze pline, nas aproape inexistent și încălțăminte care se dau jos cu tot cu picioare. Popularitatea primelor păpuși produse – Yasmin, Cloe, Jade și Sasha – a încurajat apariția a noi personaje, desene animate, filme, jocuri, și albume de muzică.

## Istorie
Bratz au fost create de designerul de jucării Carter Bryant. În 2000, l-a întâlnit pe Isaac Larian director al unei mari firme de jucării din America (Micro-Games America Entertainment) (MGA Entertainment). Acolo, Dl. Bryant i-a prezentat imaginile D-lui Larian. Fiicei lui Isaac Larian, Jasmin, I-au plăcut schițele foarte mult (ceea ce a determinat apariția păpușilor).
În 1 iunie 2001, primele patru păpuși Bratz, Yasmin, Cloe, Jade și Sasha, au apărut în magazine, fiecare dintre ele având haine foarte moderne. Păpușile Bratz au devenit foarte populare, fiind cele mai vandute păpuși în țări ca Franța, Spania
ăpuși și devin #1 în Marea Britanie.

### 2005
În 2005, stilul de îmbrăcăminte al păpușilor Bratz se schimbă fiind înlocuit cu unul mai asemănător cu viața de zi cu zi. Acesta a fost anul în care a aparut prima colecție Play Sportz, în care fiecare fată Bratz avea accesorii corespunzătoare sportului pe care-l practica. Alte colecții au fost I-Candy, Live In Concert/ Space Angelz Pop Stars , Treasures!, Dynamite! Rock It! (Bratz Boyz), Step Out!, Step Off!, Birthday Bash, Campfire, Midnight Dance, Hollywood Style, Wild Wild West și Bratz Rock Angelz, care a fost cea mai importantă colecție din acel an.
Yasmin, Cloe, Jade, Sasha, Roxxi, Meygan, Eitan din colecția Rock Angelz, erau îmbrăcați în haine inspirate din Rock-ul anilor 70. Fiecare fată cu excepția lui Meygan, avea o chitară și un CD cu două melodii. Au apărut multe alte produse legate de această colecție: CD (muzică), DVD (film de desene animate) și jocuri video.

### 2006
După succesul colecției Bratz Rock Angelz, MGA Entertainment a scos pe piață cea mai importantă colecție a anului 2006 - Bratz Genie Magic. Din colecție făceau parte Yasmin, Cloe, Jade, Sasha și Meygan îmbrăcate în haine în stil indian. De asemenea, din colecția Bratz Genie Magic face parte și Katia care avea propria ei lampă fermecată. Legate de colecția Bratz Genie Magic au fost produse: Bratz Genie Magic DVD și CD-ul cu muzică.
În august 2006, MGA Entertainment a scos pe piață copiii Bratz (Bratz Kidz) și cea mai scumpă colecție de păpuși Bratz - Bratz Forever Diamondz. Personajele din colecția Forever Diamondz sunt Yasmin, Cloe, Jade, Sasha și Sharidan. În această colecție este inclusă câte o bijuterie cu un cristal – garantat ca fiind veritabil. Katia, Fianna și Vinessa fac parte din colecția Forever Diamondz, dar diferă de colecția principală prin faptul că nu au acea bijuterie menționată mai sus și au haine de schimb.

### 2007
În 2007 au apărut Bratz Adventure Girlz (cu haine de camuflaj), Fashion Pixiez (zâne cu aripioare strălucitoare), și o reapariție a colecțiilor Passion 4 Fashion și Birthday. Alte colecții au fost Pampered Pupz (fiecare păpușă avea câte un cățeluș) și Magic Hair (cu păr destinat spre a fi stylizat – colorat, buclat, întins; bineînțeles cu accesoriile incluse în pachet).
Distributorul australian al păpușilor Bratz a organizat un concurs de design pentru grupuri de vârste diferite – scopul era acela ca hainele păpușilor să fie realizate de copii.

## Păpuși Bratz

### Lil' Bratz (Mini Bratz)
Lil' Bratz (au apărut în 2002): Versiunea în miniatură a unei Bratz. La început au fost populare, doar pentru faptul că erau o versiune în miniatură a personajelor Bratz.. Dar în 2005, au primit alte nume și altă înfățișare. Puține colecții au fost create. Au fost și Lil' Boyz – și mai puține colecții.

### Bratz Boyz (Băieții Bratz)
Bratz Boyz (2002–present): Aceștia sunt contemporanii (de gen masculin) ai fetelor Bratz. Nu sunt atât de populari precum fetele și au fost produse mult mai puține personaje și colecții. Primii băieți Bratz au fost Cameron și Dylan care au devenit foarte populari și au atras și fani de gen masculin. Alte personaje precum Eitan, Koby, Cade, Bryce, Alek, Zack, Iden, Wayne și Harvey au fost adăugate pe parcurs ceea ce I-a făcut pe băieții Bratz și mai populari. Colecții ale anului 2007: Adventure Boyz: Cameron, Boyz Rodeo : Wayne, Boyz Movie: Bryce, Boyz Play Sportz: Cameron, Winter Boyz: Eitan. Colecții ale anului 2008: Boyz Neon Pop: Cameron, Boyz Date Night: Dylan, Boyz Surfer Cool: Kobe

### Bratz Babyz (Bebelușii Bratz)
Bratz Babyz (2004–present): Aceștia au avut inițial păr de plastic, doar mai târziu au apărut bebelușii Bratz cu păr normal (Hair Flair). Pâna în prezent au apărut doar 3 băieței: Cameron (primul băiețel), Harvey (The Movie) și Eitan (Hair Flair – Glow in the Dark).

### Bratz Petz (Bratz – Animale de companie)
Bratz Petz (nu se mai produc, 2004–2006): Bratz Petz sunt jucării de pluș. Au fost produse vulpi (foxez), pisici (catz) și căței (dogz).

### Bratz Kidz (Copiii Bratz)
Bratz Kidz (2006–present): Bratz Kidz sunt echivalentul adolescentelor Bratz în varianta – copil (aproximativ 7-10 ani) . Spre sfârșitul anului 2007, au apărut Bratz Boyz Kidz – Cameron, Dylan, Eitan și Koby.

### Be-Bratz
Be-Bratz (2007–present): Be-Bratz nu au nume proprii, ci sunt concepute pentru a primi un nume și o personalitate din partea cumpărătorului. Au în pachet un mouse, un mousepad, o memorie USB și un animal de companie. Memoria USB conține un cod care îi permite celui care a cumparat păpușa să se joace pe site-ul Be-Bratz Online.

## Produse derivate

### Filme
- 2004 Bratz: Starrin & Stylin'
- 2005 Bratz Rock Angelz
- 2006 Bratz Genie Magic
- 2006 Bratz Babyz: The Movie
- 2006 Bratz Forever Diamondz
- 2007 Bratz Fashion Pixiez
- 2007 Bratz Kidz: Sleep-Over Adventure
- 2007 Bratz Super Babyz
- 2008 Bratz Kidz Fairy Tales
- 2008 Bratz Girlz Really Rock

### Albume muzicale Bratz
- 2005: Bratz: Rock Angelz
- 2006: Bratz: Genie Magic
- 2006: Bratz: Forever Diamondz (album)
- 2007: Bratz: Fashion Pixiez (album)
- 2007: Bratz: Motion Picture Soundtrack
- 2008: Bratz: Girlz Really Rock (album)